# Kalejbar
Kalejbar (pers. كليبر) – miasto w Iranie, w ostanie Azerbejdżan Wschodni. W 2006 roku miasto liczyło 9030 mieszkańców w 2397 rodzinach.